# Jean Lanteires
Jean Lanteires, né le 3 mars 1756 à Lausanne et mort le 22 mars 1797 dans la même ville, est un journaliste, écrivain, essayiste et apothicaire suisse d'origine française.

## Biographie
Jean Lanteires naît le 3 mars 1756 à Lausanne, dans le canton de Vaud, en Suisse. Il est issu d'une famille de réfugiés huguenots originaire de Chamborigaud (Languedoc) et arrivée en Suisse en 1738. Quatrième de douze enfants, il est le fils de François Placide Lanteires, apothicaire, et de la Lausannoise Jeanne Louise Matthey. Il épouse en 1784 Anne-Gervaise Prenleloup ; le couple n'aura pas d'enfant. Jean Lanteires obtient la nationalité suisse en 1776 et devient bourgeois de Rolle.
En 1777, il abandonne les études de théologie qu'il a entreprises à Montpellier puis, en 1781, nommé apothicaire, il rouvre la pharmacie familiale à Lausanne qu'il gère jusqu'en 1788.
Il fonde en parallèle, en 1786, le Journal de Lausanne, dont il est le principal rédacteur et qui aborde les thèmes des Lumières (arts, sciences et métiers) et qui sera publié jusqu'en 1792. En 1788, il obtient un titre de professeur honoraire en langue et belles-lettres françaises lui permettant de donner des cours publics d'orthographe, de grammaire, d'histoire, de mythologie, de botanique, de minéralogie, etc. Il crée de plus un jardin botanique à Lausanne (sur ses terres, à la Thiollerette, au-dessus du quartier de la Barre), jardin aujourd'hui disparu. Il participe en outre à la gestion de la Société typographique de Lausanne,.

## Œuvre[4]
- Confessions d'Emanuel Figaro écrites par lui-même, 1786. Réédité en 1787 avec Une journée champêtre ou Promenade au bois de Sauvabelin ;
- Quelques avis aux institutrices de jeunes demoiselles, 1788 ;
- Essai sur le tonnerre considéré dans ses effets moraux sur les hommes, 1789 ;
- Tableau des opérations de l'Assemblée nationale d'après le Journal de Paris, 1789-1792, 7 volumes ;
- L'Anglais aux Indes ou Histoire de la guerre des Français et des Anglais aux Indes orientales, 1791, 3 volumes[Note 1] ;
- Tableau abrégé de l'antiquité littéraire mis à la portée de tout le monde, 1791 ;
- Mon pamphlet ou Précis des causes qui ont préparé la révolution de France, 1794 ;
- Quelques directions sur la lecture des traductions des poètes grecs et latins, 1794 ;
- Bibliothèque du père de famille ou Cours complet d'éducation, 1795-1796, 12 volumes ;
- Manuel élémentaire de littérature et belles-lettres en forme de dictionnaire, 1796.

Tous les ouvrages ont été publiés à Lausanne.